# V LIVE
Pour les articles homonymes, voir V Live.
V Live (stylisé VLIVE), également connu sous le nom de V-App, est un service de streaming vidéo en direct sud-coréen où des célébrités nationales hébergent des vidéos en direct de sessions de chat en direct avec des fans, des performances, des émissions de téléréalité, des récompenses, etc. mis à disposition pour le streaming. 
Le service est disponible en streaming via des navigateurs Web sur Windows, macOS et Linux, ainsi que des applications sur des appareils iOS et Android. La société est lancée par Naver Corporation fin août 2015 et transférée à Weverse Company le 2 mars 2022. L'application ferme après avoir fusionné avec Weverse le 31 décembre 2022.

## Histoire
En 2007, Naver Corporation lance une chaîne de plate-forme vidéo, mais sa disponibilité est très limitée et indisponible dans de nombreux pays.
Début août 2015, Naver Corporation lance l'application de diffusion en direct, V Live. L'application est à l'origine disponible uniquement sur Google Play pour Android, mais est ensuite lancée sur l'App Store pour iOS. L'objectif de cette application était d'atteindre une base de fans internationale, notamment au Japon, en Chine, à Taïwan, en Thaïlande et au Vietnam. En tant que tel, il n'y avait pas de restrictions régionales et le site proposait diverses options linguistiques telles que l'anglais, le chinois et le japonais.
V LIVE lance le service bêta le 1er août 2015 et démarre officiellement le service le 1er septembre 2015. V LIVE divulgue la version achevé d'Android le 2 septembre 2015 et la version entière d'iOS est sortie à la mi-septembre 2015. D'après Sensor Tower, en août 2017, l'application est téléchargée 200 000 fois et génère environ 600 000 $ de revenus. En mai 2018, l'application V LIVE est téléchargée plus d'un million de fois sur Google Play et iTunes.
Le 27 janvier 2021, il est annoncé que Naver Corporation transférerait son service V LIVE à la filiale technologique de Hybe Corporation, Weverse Company Inc. (anciennement connue sous le nom de beNX Inc.). Depuis le début du transfert le 2 mars 2022, le transfert des informations des utilisateurs et le changement de société de gestion commencent, le service a donc été résilié afin de passer au service intégré,.

## Services et fonctionnalités
V Live compte plus de 1 450 chaînes adjointes à divers stars de la K-pop, entre autres BTS, Big Bang, Blackpink, Winner, iKon, Exo, Red Velvet, Got7, Gfriend, TXT, Ateez, Treasure, Monsta X, BtoB, Astro, Apink, T-ara, NCT, Twice, Stray Kids, Itzy, Iz*One, Infinite, Mamamoo, Rocket Punch, Golden Child, Enhypen, Oneus, Victon, Seventeen, Super Junior, Double S 301, Heo Young-saeng et Jessica Jung. Il a également hébergé des chaînes pour divers acteurs et actrices, dont Lee Jong-suk, Lee Dong-wook et Park Bo-young. Des performances en direct et des sessions de discussion avec les fans aux émissions de téléréalité et aux remises de prix, il propose aussi des programmes de diffusion sur V Live.
V Live a facilité l'interaction des fans avec le site. Les utilisateurs étaient avertis lorsque les chaînes qu'ils suivaient démarraient des diffusions en direct ou téléchargeaient de nouveaux contenus. Ils pouvaient commenter ou envoyer des cœurs sur des vidéos, qui étaient visibles par l'idole ou la célébrité en temps réel. Un message de félicitations pour les effets spéciaux apparaissait à l'écran chaque fois que le nombre de cœurs dépassait 1, 10 ou 100 millions de cœurs. Chaque interaction a contribué au « chemi-beat » de l'utilisateur, qui suivait la chimie de l'utilisateur avec une célébrité. Les utilisateurs peuvent augmenter leur chimi-beat en interagissant régulièrement avec une chaîne, en activant les notifications push et en partageant des vidéos. Avoir un chemi-beat élevé augmentait les chances des utilisateurs de gagner un événement organisé par une idole.

### V Live+ (Plus)
V Live+ fait référence à un type de contenu payant qui propose un contenu inédit, téléchargeable et adapté aux fans. Le contenu V Live + pouvait être acheté avec des pièces V, qui s'élevaient à peu près à 50 pour 1 $ US, ou échangé à l'aide d'un code présenté avec un achat externe, tel qu'un album.

### CH+ (Channel+)
Certaines idoles proposaient également CH+, une chaîne premium accessible uniquement avec un abonnement. Les chaînes CH+ peuvent être achetées avec des V Coins pendant 30 jours, 3 mois, 6 mois ou années. Les chaînes CH+ diffèrent des chaînes traditionnelles en ce qu'elles proposent des émissions, des vidéos et des publications masquées. Des images des coulisses de drama exclusifs de V Live, par exemple : Welcome to Heal Inn et We See Winter, tous deux mettant en vedette Fromis 9, étaient également disponibles.[réf. nécessaire]
Les émissions de téléréalité diffusées exclusivement sur V Live CH + comprennent Real GOT7 et BTS : Bon Voyage[réf. nécessaire].

### V COIN
V COIN désigne la monnaie électronique dans le « service » d'achat de « produits payants » . « Produits payants »  désigne les différents produits qu'un membre peut acheter dans le cadre du service (par exemple, les droits de visualiser et/ou de télécharger certains contenus, certaines fonctionnalités du service, etc.). V COIN peut être acheté/rechargé via et par achat sur le marché des applications, carte de crédit, téléphone portable, virement bancaire et autres méthodes de paiement définies par l'entreprise au sein de la plate-forme de service. Toutefois, si le « membre » sélectionne le mode de paiement auprès d'un opérateur indépendant, le « membre » doit suivre les procédures de paiement définies par l'opérateur concerné pour poursuivre l'achat (iOS uniquement).

### Stickers
Les stickers sont des images qui peuvent être utilisées dans le chat de V Live. Certains packs de stickers étaient limités à certains canaux et ne pouvaient être utilisés que dans les discussions sur ces canaux. Les stickers peuvent être achetés avec des V COIN au MAGASIN. La plupart des packs d'autocollants étaient soit gratuits, soit 100 pièces (1,99 USD). L'achat des stickers s'arrête le 1er décembre 2021.

### V Lightstick
V Lightstick (stylisé V LIGHTSTICK) est un élément numérique qui agit comme une icône spéciale « cœur ». Le V Lightstick affiche deux « cœurs » lorsqu'il était tapé, offrant aux utilisateurs des effets d'écran spéciaux lorsqu'ils atteignent des jalons cardiaques et un objet tridimensionnel interactif représentant le bâton lumineux. Des laissez-passer d'un jour et de 30 jours sont disponibles à l'achat dans la boutique pour 50 pièces et 150 pièces respectivement. V Lightstick n'est utilisé que sur l'application mobile.
Lancé le 7 décembre 2018, le V Lightstick n'est d'abord disponible que pour BTS, GOT7, Red Velvet, Monsta X, NU'EST W et Twice. Le 27 décembre 2018, V LIVE annonce que Blackpink, iKon, Seventeen, Winner et Cosmic Girls avaient été ajoutés au V Lightstick. Le V Lightstick n'est plus disponible à l'achat le 1er décembre 2021.

### V Fansubs
V Fansubs fait référence à un service de sous-titrage qui autorise les utilisateurs de soumettre leurs propres traductions de sous-titres en langue étrangère pour les vidéos V LIVE. Ces sous-titres ont été examinés par l'équipe de V Fansubs avant d'être téléchargés sur V LIVE. Cette fonctionnalité de sous-titrage codé est un aspect clé de la croissance de V Live, attirant de nombreux fans internationaux en dehors de la Corée du Sud.

### Chemi-beat
Chemi-Beat fait référence au niveau de « chimie et de rythmes » d'un utilisateur pour un canal particulier. Il correspond au niveau d'interaction d'un utilisateur avec un canal particulier. Il y avait sept niveaux de Chemi-beat qu'un utilisateur pouvait obtenir. De plus, tous les utilisateurs de chaque chaîne sont classés en fonction de leur Chemi-beat. Ces classements étaient mis à jour quotidiennement et les 100 meilleurs utilisateurs étaient affichés sur la page d'accueil de chaque chaîne.

### Beyond LIVE
En avril 2020, il est annoncé que la plus grande société de divertissement sud-coréenne SM Entertainment et Naver avaient signé un protocole d'accord (MOU) dans le but d'étendre la portée des concerts à un public mondial. Selon les représentants de la SM, le mélange de ces efforts aboutit à la naissance de Beyond LIVE, une série de concerts en direct en ligne qui « combine les capacités de développement de contenu de SM avec la technologie de plate-forme de Naver ». Les concerts sont hébergés sur l'application Vlive.

## Prix
La plateforme présente des prix annuels familièrement connus sous le nom de V Live Awards pour récompenser les personnes et le contenu les plus populaires sur le site. Les prix majeurs Global Top 10 et Rookie Top 5 sont décernés aux 10 chaînes V LIVE les plus populaires, cette dernière spécialement pour les artistes émergents,. Des récompenses de popularité supplémentaires sont sélectionnées via un vote en ligne. Initialement, les quinze chaînes ont organisé une émission individuelle où elles ont reçu le prix, cependant, à partir de 2019, V LIVE commence à remettre les prix lors d'une cérémonie intitulée V Heartbeat.

## Influence sur l'Hallyu
V LIVE est un moyen par lequel les célébrités coréennes peuvent atteindre un public mondial, offrant aux fans non coréens du monde entier la possibilité d'interagir étroitement avec leurs idoles Hallyu préférées. V LIVE présente une communauté en ligne de traducteurs de fans créant des sous-titres en langues étrangères afin que davantage de personnes dans le monde puissent profiter du contenu. Les traducteurs sont classés en fonction du nombre de lignes qu'ils ont traduites. Le processus de sous-titrage est rendu convivial[style à revoir] afin que les fans n'aient pas besoin de compétences techniques spécifiques. Des concours et des événements sont organisés pour encourager le fan-subbing. Par exemple, les traducteurs de fans dans le passé avaient gagné des pièces V et des appels vidéo avec leurs idoles préférées. En raison des traducteurs de fans, certaines vidéos avaient jusqu'à 17 options de sous-titres.
V Live collabore avec RBW Entertainment Vietnam (une filiale de la société de divertissement coréenne) pour produire de nombreuses émissions basées au Vietnam. De plus, V Live lance un mini-concert spécial appelé V Heartbeat, rassemblant des stars de la K-pop et de la V-pop. Pour leur spectacle d'ouverture, ils invitent Winner à se produire au Vietnam.